# Открытый прокси
Откры́тый про́кси-се́рвер — прокси-сервер, обрабатывающий запросы от любых IP-адресов в Интернете. В отличие от обычных прокси-серверов, которыми пользуется ограниченное количество доверенных лиц (обычно в зоне ответственности владельца прокси-сервера — например, в локальной сети), открытый прокси-сервер позволяет практически любому узлу сети обращаться через себя к другим узлам сети.
При этом, когда говорят об открытых прокси-серверах, то зачастую имеют в виду анонимные открытые прокси-серверы, которые скрывают реальные IP-адреса клиентов и тем самым предоставляют возможность анонимно пользоваться услугами сети Интернет (посещать сайты, участвовать в форумах, чатах, и т. д.). Это представляет некоторую проблему, поскольку подобная анонимность может позволить безнаказанно нарушать закон и условия предоставления услуг в сети. С другой стороны, в недемократических странах анонимные прокси-серверы являются одной из немногих возможностей выражения своего мнения, пусть и за своеобразной ширмой.

## Причины возникновения
Прокси-сервер может быть сделан открытым (общедоступным) по воле владельца сервера или в результате неправильной конфигурации обычного прокси-сервера (ошибка при проверке принадлежности пользователя, в настройке «слушающего» интерфейса, в списке транслируемых портов в NAT/PAT).

## Использование
В случае разницы в цене трафика в разных сетях, открытый прокси-сервер, находящийся в «своей» сети, может использоваться для получения более дорогого трафика из «чужой» сети. Так, например, многие российские пользователи, которым на работе запрещён доступ к иностранным сайтам, могут всё-таки получить такой доступ через открытый прокси-сервер. Кроме того, открытый прокси-сервер может иметь собственный кэш, несколько ускоряющий доставку сетевых ресурсов клиенту.
Анонимные открытые прокси-серверы могут использоваться для обеспечения (частичной) анонимности в Интернете, так как скрывают IP-адрес пользователя, направляя все пользовательские запросы от своего адреса. При этом сам прокси-сервер может вести протоколы (так называемые «логи») обращений.
Открытые прокси, как правило, высокую скорость передачи данных не обеспечивают — ими пользуются, как правило, для совершения какой-то конкретной операции, когда важна не скорость, а сам факт совершения действия.

## Запреты на анонимные открытые прокси-серверы
Потенциальное использование открытых прокси-серверов для скрытия адреса пользователя приводит к тому, что сайты некоторых интернет-сервисов запрещают доступ к своим ресурсам с открытых прокси-серверов. В Википедии и во всех остальных проектах фонда Викимедиа использование анонимных открытых прокси-серверов также запрещено, но только для редактирования страниц проектов.

## Пример ошибочного появления открытого прокси
В приватной сети 192.168.0.0/16 установлен прокси-сервер 192.168.1.2, имеющий доступ во внешнюю сеть через NAT на маршрутизаторе с внешним адресом 100.100.100.100. Фильтрация запросов по IP-адресам не осуществляется (так как доступ к серверу имеют только пользователи локальной сети). Если в случае ошибки маршрутизатор начнёт пропускать пакеты из внешней сети на узел 192.168.1.2 (например, при настройке PAT для веб-сервера на узле 192.168.1.2 не будет ограничен список портов), то обращаясь к адресу, для которого настроен PAT (например, 100.100.100.101, где настроен веб-сервер на 80-м порту) по порту прокси-сервера (например, 8080), любой пользователь сети сможет получить и отправить информацию через прокси-сервер, который и будет с этого момента считаться открытым.